# 루카스 시우바 보르헤스
루카스 시우바 보르헤스(포르투갈어: Lucas Silva Borges, 1993년 2월 16일, 봉 제수스 지 고이아스 ~ )는 줄여서 루카스 시우바(포르투갈어: Lucas Silva)로 알려진 브라질의 프로 축구 선수로, 현재 그레미우의 중앙 미드필더이다.

## 클럽 경력

### 크루제이루
고이아스주 봉 제수스 지 고이아스 출신으로 시우바는 인근 하위 구단인 오벨에서 축구를 시작해 2007년, 14세의 나이로 크루제이루에 입단했다. 그는 유소년팀에 합류한 1년차에 방출될 뻔 했으나, 잔류하고 유소년 아카데미를 쭉 올라가 졸업했다.
2012년, 시우바는 나시오날 미네이루로 캄페오나투 미네이루 시즌이 끝날 때까지 임대되었다. 3월 10일 그는 1군 첫 경기를 치렀는데, 미네이루와의 원정 경기에 선발로 나섰지만 2-4로 졌다. 이 경기는 그가 크루제이루에 복귀하기 전까지 임대 기간 중에 출전한 유일한 경기였다. 임대 복귀 후인 2012년 4월 26일, 시우바는 바그네르 만치니 1군 감독에 의해 선수단 정식 일원이 되었다. 그는 7월 18일, 1군이자 세리이 A 첫 경기를 치렀는데, 후반전에 칭가와 교체로 후반에 출전했고, 이 포르투게자 원정 경기에서 2-0으로 이겼다. 그는 시즌 동안 주로 교체 선수로 기용되었고, 여우 군단 (Raposa) 소속으로의 첫 프로 시즌 동안 8경기 밖에 뛰지 못했다.
마르셀루 올리베이라가 2013년에 신임 감독으로 취임하면서, 시우바는 크루제이루 출전 기회가 늘었다. 9월 1일, 5-3으로 이긴 바스쿠 다 가마와의 안방 경기에서 2골을 넣어 프로 무대 첫 득점을 기록했고, 23번의 시즌 경기에 출전하여 우승의 주역이 되었다. 그 다음 시즌, 시우바는 크루제이루의 중원에 기둥으로 매 경기 출전하여 세리이 A 정상 방어에 성공했다. 시즌 종료 후, 시우바는 시즌 최우수 미드필더로 선정되었다.

### 레알 마드리드
2015년 1월 22일, 스페인 라 리가의 레알 마드리드가 비공개 금액에 시우바를 영입하기로 합의를 보았고, 언론이 보도에 따르면 €14M (£9.7M)으로 추정된다. 이튿날, 그는 구단에 합류하여 5년 반 계약을 맺은 것으로 공식 발표되었다. 2015년 2월 14일, 그는 데포르티보와의 홈경기에서 아시에르 이야라멘디와 후반전에 교체로 나와 머랭 (Merengues) 소속으로 데뷔전을 치렀다.

#### 마르세유 임대
2015년 8월 26일, 마르세유가 2015-16 시즌동안 시우바를 임대될 것임이 발표되었다. 그는 9월 13일, 바스티아와의 리그 1 경기에서 90분 출전했고, 마르세유는 4-1로 이겼다. 1월 이적 시장에서, 시우바는 뱅상 라브륀 회장으로부터 마르세유와의 임대 계약을 해지하고 대신 안데를레흐트에 합류할 것을 권유했다. 그는 제안을 거절하면서 시즌이 종료될 때까지 UEFA 유로파리그에 참가할 선수단에서 제외되었다.

## 국가대표팀 경력
2012년 10월 30일, 시우바는 파라과이와의 친선경기를 앞두고 브라질 U-20 국가대표팀에 차출되었다. 그는 U-21 대표로 2014년 투르누아 에스푸아 드 툴롱에 참가했고, 대회 4경기에 나가 1번 골을 득점했다.

## 클럽 통계
| 클럽                     | 시즌    | 리그 | 리그 | 컵   | 컵 | 대륙1 | 대륙1 | 기타2 | 기타2 | 합계 | 합계 |
| 클럽                     | 시즌    | 출장 | 골   | 출장 | 골 | 출장  | 골    | 출장  | 골    | 출장 | 골   |
| ------------------------ | ------- | ---- | ---- | ---- | -- | ----- | ----- | ----- | ----- | ---- | ---- |
| 크루제이루               | 2012    | 8    | 0    | —    | —  | —     | —     | —     | —     | 8    | 0    |
| 크루제이루               | 2013    | 23   | 2    | 3    | 0  | —     | —     | 2     | 0     | 28   | 2    |
| 크루제이루               | 2014    | 27   | 1    | 4    | 0  | 8     | 0     | 9     | 0     | 48   | 1    |
| 크루제이루               | 합계    | 58   | 3    | 7    | 0  | 8     | 0     | 11    | 0     | 84   | 3    |
| 나시오날 미네이루 (임대) | 2012    | —    | —    | —    | —  | —     | —     | 1     | 0     | 1    | 0    |
| 레알 마드리드            | 2014–15 | 8    | 0    | 0    | 0  | 1     | 0     | —     | —     | 9    | 0    |
| 마르세유 (임대)          | 2015–16 | 22   | 0    | 5    | 0  | 6     | 0     | —     | —     | 33   | 0    |
| 합계                     | 합계    | 88   | 3    | 12   | 0  | 15    | 0     | 12    | 0     | 127  | 3    |

1 코파 리베르타도레스, UEFA 챔피언스리그, 그리고 UEFA 유로파리그 경기 포함.

2 캄페오나투 미네이루 경기 포함.

## 수상

### 클럽
크루제이루
- 캄페오나투 브라질레이루 세리이 A: 2013, 2014
- 캄페오나투 미네이루: 2014

레알 마드리드
- UEFA 슈퍼컵: 2016

### 국가대표팀
브라질 U-21
- 투르누아 에스푸아 드 툴롱: 2014

### 개인
- 캄페오나투 브라질레이루 세리이 A 최우수 수비형 미드필더: 2014[7]